# Stadtökologie
Mit dem Begriff Stadtökologie (bzw. der engl. Entsprechung urban ecology) wird eine Reihe verschiedener Ansätze im Spannungsfeld Stadt und Ökologie bezeichnet.
1. die Erforschung urbaner Lebensräume mit den Ansätzen und Methoden der ökologischen Forschung. Stadtökologie bedeutet in diesem Zusammenhang die Untersuchung von Lebensräumen und Biotoptypen, die spezifisch in Städten vorkommen, speziell der städtischen spontanen Flora bzw. Vegetation und Fauna. Der Mensch und menschliche Einflüsse kommen im Zusammenhang mit den spezifischen Standortfaktoren vor, sind aber nicht selbst Gegenstand der Forschung. Anwendungen bestehen in Bezug auf Grünplanung und -gestaltung in Städten, auf Naturerfahren und Naturerlebnis sowie auf Naturschutz städtischer Lebensräume.
2. die Erforschung von Städten als Ökosysteme, d. h. die Betrachtung ganzer Städte mit den Ansätzen und Methoden der Synökologie und Ökosystemforschung. Insbesondere, im Rahmen der Ökosystemforschung, Ermittlung der Energie- und Stoffflüsse und -bilanzen ganzer Städte. Populäres Konzept zur Veranschaulichung des Ansatzes ist ein „ökologischer Fußabdruck“ einer Stadt.
3. Im Rahmen der Stadtplanung und -entwicklung: Das Ziel einer „ökologischen“ bzw. „nachhaltigen“ Stadt, insbesondere zur Verminderung des Flächen- und Energieverbrauchs sowie die Schaffung lebenswerter Stadtquartiere. Stadtökologie in diesem Sinne ist eine angewandte Sozialwissenschaft, die ökologisch definierte Ziele anstrebt, aber mit den Methoden und Forschungsprogrammen der Ökologie (als biologischer Teildisziplin) direkt nichts zu tun hat.
4. Eine früher einflussreiche Forschungsrichtung innerhalb der Soziologie (die „Chicagoer Schule“), die ökologische Forschungsmethoden direkt auf die Erforschung soziologischer Phänomene in Städten angewendet hat („Sozialökologie“).

Verwandte und überlappende Forschungsrichtungen sind Landschaftsökologie, Humanökologie und Zivilisationsökologie.

## Abiotische Aspekte
Städte weisen gegenüber ihrem Umland eine Reihe von Besonderheiten in allen natürlichen Lebensbedingungen, z. B. im Klima auf (vgl. Stadtklima). Diese verändern die Lebensbedingungen nicht nur für Flora und Fauna im Allgemeinen, sondern auch für die hier lebenden Menschen.

### Veränderung im Strahlungshaushalt
Die Globalstrahlung ist in Städten durch erhöhte Trübung der Luft vermindert. Durch selektive Filterung der kurzen Wellenlängen (besonders stark: UV) erfolgt eine Rotverschiebung. Da durch die Trübung der Luft und Vielfachreflektionen an Gebäuden auch die Rückstrahlung verstärkt ist, ist die Wärmeeinstrahlung trotz verminderter Globalstrahlung aber erhöht. Die Baumaterialien haben im Allgemeinen eine geringere Albedo als Vegetation (Durchschnittswert ca. 0,15, damit im kurzwelligen ca. 10 % erniedrigt) und können sich dadurch bei Einstrahlung stärker aufheizen. Steine haben eine hohe Wärmekapazität, dadurch erwärmen sich Städte morgens langsamer, kühlen aber nachts nicht so stark ab. Die anthropogene Wärmeentwicklung durch Verbrennungsvorgänge kann zumindest im Winter dieselbe Größenordnung wie die Sonneneinstrahlung erreichen.

### Veränderung in der Atmosphärenchemie
In Städten liegen die Belastungen durch Feinstäube um ein Vielfaches über denjenigen im Umland. Dadurch werden neben den direkten Folgen Strahlung (über die Lufttrübung) und Wasserhaushalt (über den Einfluss von Kondensationskeimen) verändert. Viele Schadstoffe wie z. B. Cadmium sind als Bestandteil der Staubbelastung in Städten deutlich erhöht, sie erhöhen (nach ihrer Deposition) die Gehalte im Oberboden. Die Gehalte an Ozon sind dagegen niedriger, weil dieses erst durch atmosphärenchemische Reaktionen fernab der Emittenten gebildet wird. Der Gehalt an Kohlenstoffdioxid ist in der Stadtluft stark erhöht.

### Veränderung im Wasserhaushalt
Durch die geringe Vegetationsdeckung, deren Transpiration damit entfällt, verdunstet in Städten ein viel geringerer Teil des Niederschlags als im Umland. Das meiste Wasser wird über die große Grundfläche der Gebäude, Straßen und andere befestigte Flächen in die Kanalisation geleitet und verstärkt damit den Oberflächenabfluss in den Gewässern, in die diese einleitet. Die Grundwasserneubildung bleibt in mäßig versiegelten Stadtquartieren zunächst beinahe unbeeinflusst, sie sinkt nur im stark verdichteten Zentrum ab. Der Grundwasserspiegel ist in Städten in der Regel aber durch den Einfluss der Kanalisation (die als Flächendrainage wirkt) abgesenkt. Obwohl wegen der geringeren Verdunstung die Luftfeuchte erniedrigt ist, kommt es wegen der Belastung mit Stäuben, die als Kondensationskeime wirken, häufiger zu Nebelbildung.

### Stadtklima
Im komplexen Zusammenspiel dieser Faktoren kommt es u. a. zu folgenden Auswirkungen:
- Die Durchschnittstemperatur in verdichteten Städten ist gegenüber dem Umland um durchschnittlich 0,5 bis 1,5 °C erhöht (städtische Wärmeinsel). Neben der Wärmerückstrahlung ist daran der ausfallende Wärmetransport durch die verminderte Verdunstung entscheidend beteiligt. Der Effekt ist in durchgrünten Vorstädten kaum nachweisbar.
- Städte erzeugen ein kleines, lokales Tiefdruckgebiet durch die aufsteigende erwärmte Luft und das durch die hohen Gebäude nach oben abgelenkte Windfeld (Aufwinde). Dadurch regnet es in Städten mehr als im Umland, und der Himmel ist deutlich (ca. 5–10 %) stärker wolkenbedeckt.
- Die durchschnittliche Windgeschwindigkeit ist in Städten durch die Wirkung der Gebäude gegenüber dem Freiland abgesenkt. Anders als z. B. in Wäldern kommt es aber zu verstärkten Turbulenzen. In engen Straßenschluchten mit hohen Gebäuden kann es durch Düsenwirkung unangenehm verstärkte Böen geben.

### Stadtböden
Die Böden in Städten sind trotz des erhöhten Niederschlags deutlich trockener als im Umland. Neben einer Absenkung des Grundwasserspiegels durch Entwässerung und Oberflächenversiegelung führen Bodenaufträge zu einem vergrößerten Grundwasserflurabstand. Zudem verringern die meist erhöhten Sand- und Kiesgehalte das Wasserhaltevermögen. Stadtböden bestehen durch die starken Baustofftransporte in die Städte hinein sehr häufig aus Anschüttungen ohne natürliches Bodengefüge. Die Schadstoffbelastung durch Deposition von Stäuben und Luftschadstoffen kann so hoch sein, dass in Stadtwäldern im Oberboden und Humus die Grenzwerte der Bodenschutzverordnung überschritten werden. Böden im Bereich von Industrie- und Gewerbegebieten sind häufig von anthropogenen Substraten wie Bauschutt, Schlacke und Asche durchsetzt und mit betriebs- und produktionsspezifischen Schadstoffen kontaminiert. Stadtböden sind häufig stark verdichtet und weisen meist Nährstoffinbalanzen auf, d. h. die Gehalte an einigen Nährstoffen sind stark erhöht, die von anderen vermindert. Durch Beton- und Mörtelstaub ist der pH-Wert von Stadtböden meist in basische Bereiche verschoben. Auf Hochofenschlacken können extrem hohe pH-Werte auftreten, die in Mitteleuropa natürlicherweise nicht erreicht werden, während sich auf Bergematerial des Steinkohlenbergbaus in den ersten Jahren eine extrem saure Bodenreaktion einstellt. Auftragsböden sind aufgrund ihres meist jungen Entwicklungsstadiums häufig humusarm, wobei die Aufbringung und Einmengung kohlenstoffhaltiger Substrate Koks, Kohle oder unvollständig verbrannte Asche relativ hohe Kohlenstoffgehalte bewirken können. Hohe Humusgehalte sind charakteristisch für Gartenböden (Hortisole), die einen eigenständigen Bodentyp darstellen. Zu lokalen Veränderungen führen z. B. Tausalz an Straßen oder Erdgasaustritt an undichten Leitungen.

## Lebensgemeinschaften in Städten

### Flora

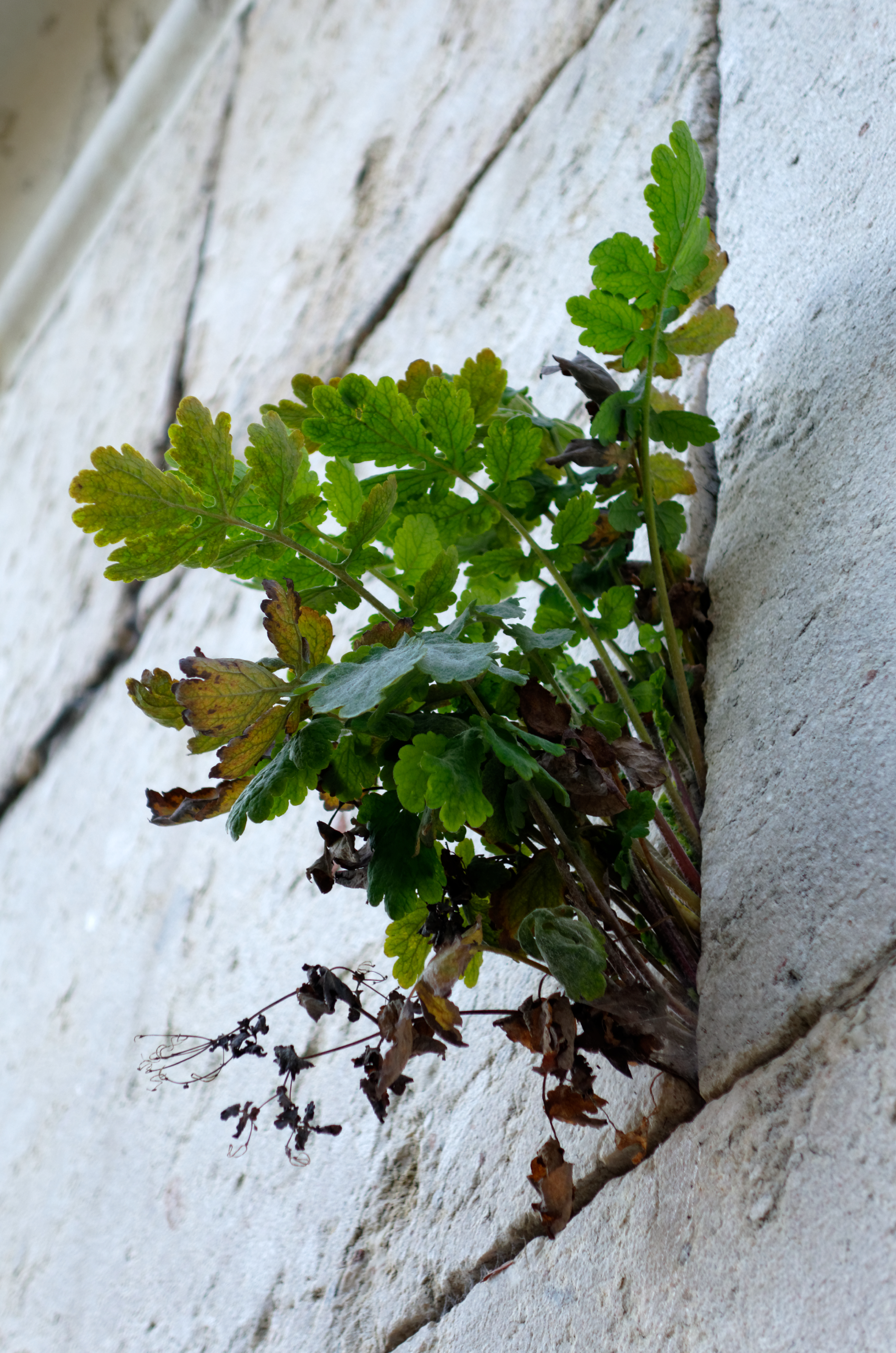
Mauerfugenvegetation: Chelidonium majus

Für Pflanzenarten, die in Städten leben, stellen die oben genannten Veränderungen im Standort und Lokalklima selbstverständlich limitierende Faktoren dar. Allerdings sind andere Faktoren noch wichtiger.
Die Flora der Städte ist charakterisierbar durch:
- Heterogenität: Städte, vor allem die Bereiche außerhalb der hochversiegelten und lebensfeindlichen Zentren, bieten auf engstem Raum eine Vielzahl unterschiedlicher Standorte. Obwohl auch natürliche und Agrarlebensräume heterogen sind, erwiesen sich urbane Habitatmosaike als vielfältiger und kleinräumiger. Städte weisen typischerweise Fragmente natürlicher Lebensräume auf, gemischt mit Gärten, Parks und Grünflächen, Säumen, Brachen und Abstandsgrün, die alle ihre charakteristische Artenausstattung aufweisen.
- Dynamik: Städtische Lebensräume sind typischerweise oft gestört und kurzlebig. Neben wiederkehrenden Störungen wie Trittbelastung sind Nutzungswechsel, vollkommene Zerstörung der Vegetationsdecke, möglicherweise gefolgt von jahrzehntelangen Ruheperioden, jederzeit möglich. Arten, die auf Habitatkontinuität und ungestörte Habitate mit langer Entwicklungszeit angewiesen sind, fehlen deshalb.
- schneller Artenwechsel: In Städten werden mit den ständigen Materialströmen ständig Samen von Pflanzenarten eingetragen. Tausende von Arten werden absichtlich in Gärten und Grünanlagen angepflanzt und kultiviert, von denen einige in freier Wildbahn überleben können, dies betrifft sowohl eingeschleppte Arten (Neophyten), die in Städten besonders häufig sind, wie auch indigene.

Im Ergebnis ist die (spontane, wild wachsende) Flora fast aller untersuchter Städte tendenziell etwas artenreicher als diejenige ihres Umlands. Außerdem ist ihre Artenzahl umso höher, je größer die Stadt ist. Dieser Artenreichtum ist allerdings nicht gleichmäßig über die Gesamtflora verteilt. Die Vegetation der Städte wird überwiegend aus kurzlebigen Ruderalfluren, stickstoffbedürftigen Hochstaudenfluren, verschiedenen Wiesen- und Rasengesellschaften und Gebüschen und Vorwäldern aufgebaut. Im verdichteten Zentrum finden sich am ehesten an ständiges Betreten angepasste Trittgesellschaften sowie Ritzen- und Mauerfugenvegetation. Arten anderer Vegetationseinheiten, wie z. B. naturnaher Wälder, Sümpfe, Moore, Magerrasen finden in Städten nur selten Lebensmöglichkeiten, sie sind stadtmeidend („urbanophob“ im Sinne von Wittig).
Für einen detaillierten Vergleich sind die Ergebnisse von Chocholousková und Pysek aus Pilsen, einer mittelgroßen tschechischen Industriestadt mit ca. 170.000 Einwohnern, interessant, aus der drei zeitlich getrennte Untersuchungen (um 1900 um 1970, um 1990) vorliegen. Sie beobachteten folgendes: Die Artenzahl in der Stadt ist in dieser Zeit deutlich angestiegen (478, 595, 773 Arten). Gleichzeitig ist die Artenzahl im Umland stark gefallen (1112, 768, 745 Arten), so dass insgesamt (Stadt und Umland zusammen) die Artenzahl um gut 10 % abgefallen ist. Der Anteil der konstant nachgewiesenen Arten lag bei lediglich 57 %, wobei der Artenwechsel in der Stadt wesentlich höher lag. Der Anteil der Neophyten ist in der Stadt stark gestiegen (von 6,2 % auf 17 %), während er im Umland fast konstant blieb. Das bedeutet: Die Artenverteilung in der Stadt hat sich drastisch verändert, etwa 30–40 % der indigenen Arten wurden durch Neueinwanderer ersetzt. Durch verwildernde kultivierte Bäume und Sträucher ist die Artenzahl der Holzgewächse in der Stadt von 26 (davon 2 Neophyten) auf 117 (davon 33 Neophyten) angestiegen. Ähnliche Veränderungen sind für zahlreiche mitteleuropäische Städte anzunehmen. So ist z. B. die Gesamtartenzahl in Bochum (Ruhrgebiet, Nordrhein-Westfalen) heute höher als im Jahr 1887 und der Anteil der eingebürgerten Neophyten ist seitdem von 4 % auf 16 % gestiegen.
Ein wichtiger Vegetationstyp in Städten sind die ausgedehnten Rasenflächen. Rasen ist kennzeichnendes Element besonders der vorstädtischen Wohnquartiere, wo öffentliche und private Rasenflächen fast immer über 10 %, manchmal sogar über 25 % der Grundfläche einnehmen können. Einzelne Rasenflächen sind meist aus 15 bis 20 Pflanzenarten aufgebaut, wobei die (eingesäten, aber auch spontanen) Gräser bei der Deckung dominieren, die Krautarten bei den Artenzahlen. Da Rasenflächen durchaus typische und kennzeichnende Pflanzenarten aufweisen, z. B. Kleine Braunelle oder Steifhaariger Löwenzahn, kann man sie als Pflanzengesellschaften nach dem pflanzensoziologischen System beschreiben. Während die Flora der Rasen derjenige von gedüngten Wiesen entspricht, ist ihre Fauna extrem artenarm. Die Pflege von Rasenflächen ist als Beschäftigung der Vorstädter aus der Mittelschicht geradezu sprichwörtlich geworden und wird als Klischee in zahlreichen Witzen eingesetzt. Die Bürger der USA wandten für die Rasenpflege im Jahr 1999 etwa 8,9 Milliarden Dollar auf. Ebenfalls in den USA untersucht, aber ohne weiteres übertragbar sind Untersuchungen zur Soziologie der Rasen. Nach Interviews assoziieren Hausbesitzer der Vorstädte mit dem Zustand des Rasens den moralischen Charakter und die soziale Zuverlässigkeit der Hausbewohner. Rasenpflege dient der sozialen Absicherung der Nachbarschaft, intensivere Rasenpfleger kannten mit höherer Wahrscheinlichkeit ihre Nachbarn beim Namen: Der Zustand des Rasens dient als öffentliche Aussage und wird als solche wahrgenommen. Die Bedeutung von Rasen und Vorgärten zur sozialen Absicherung und die tief sitzenden Normen dahinter zeigte sich auch bei einer Untersuchung in Südafrika. Eine Schattenseite dieser Funktionen ist der exzessive Verbrauch von Dünger, Pestiziden sowie (vor allem in ariden Gegenden) von Wasser zur Rasenpflege, der den Verbrauch in der Landwirtschaft übersteigen kann.
Im März 2022 wurde im Fachblatt Science eine aufwändige Studie veröffentlicht, der zufolge beim Weißklee der Gehalt an Blausäure-Verbindungen im Innenbereich zahlreicher Großstädte aller bewohnter Kontinente signifikant geringer ist als im jeweils angrenzenden, weniger dicht besiedelten Umland. Für diese Studie wurden 110.019 Weißklee-Pflanzen aus 6169 Standorten von 160 Städten ausgewertet. Die Forscher führten den Befund vor allem auf das geringere Vorkommen von Pflanzenfressern in den Innenstädten zurück: „Für den Fortpflanzungserfolg des urbanen Klee scheint deshalb in vielen Fällen der Verzicht auf die kostspielige Blausäure-Produktion günstiger zu sein, als sie aufrechtzuerhalten. In dieser Hinsicht sind die Innenstädte von Toronto, Tokio oder München vergleichbar und so kam es offenbar zu der weitverbreiteten Parallele bei dieser evolutionären Entwicklung.“

### Fauna

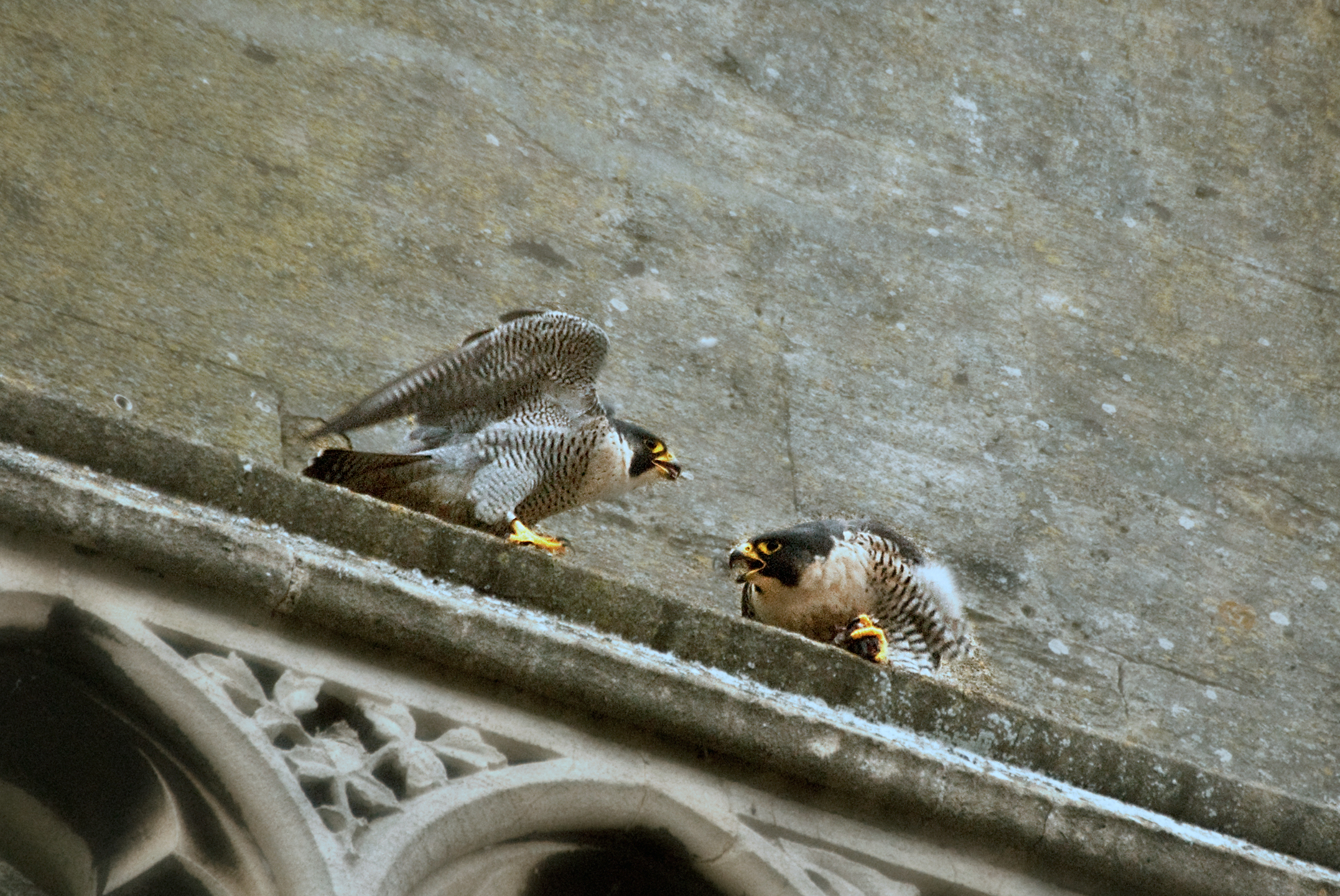
Wanderfalken am Gebäude (St John’s Church, Bath, England)

Obwohl in einigen besser untersuchten Städten durchaus mehrere Tausend Tierarten gefunden werden konnten, sind städtische Lebensräume beinahe immer deutlich artenärmer als vergleichbare im Umland. Dies gilt für beinahe alle untersuchten Tiergruppen, von Insekten und bodenlebenden Kleintieren bis hin zu Vögeln und Säugetieren. Eine ganze Reihe von Arten haben sich an städtische Bedingungen anpassen können und sind hier sehr häufig, so dass z. B. die Gesamtsiedlungsdichte der Brutvögel (bei geringerer Artenzahl) in Städten sogar höher liegen kann. Die Fauna größerer Grünflächen, z. B. Parks mit altem Baumbestand oder Friedhöfe, kann dabei der Fauna des Umlands recht ähnlich sein und bietet etlichen eigentlich stadtmeidenden Arten ein Refugium. Bei manchen Untersuchungen erwies sich bei den gut untersuchten Brutvögeln die Stadtrandzone als artenreicher als das Umland oder das Zentrum; auch in diesen Fällen fiel die Zahl der spezialisierten Arten vom Umland zum Zentrum hin ab. Durch eine hinzukommende Artengruppe, die von Störungen profitiert, kann aber die Gesamt-Artenzahl zunächst ansteigen.
Besonders auffallend ist eine relativ kleine Gruppe von Arten, die sich gut an die städtischen Bedingungen anpassen konnte und hier teilweise wesentlich häufiger ist als im Umland. Dies betrifft z. B. die Säugetiere Kaninchen, Eichhörnchen, Rotfuchs und Steinmarder und die Vogelarten Amsel, Türkentaube und Haussperling. Seltener als bei der Flora, gehen auch einige wild lebende Tierarten auf verwilderte Gefangenschaftsflüchtlinge zurück. Häufigste dieser Arten ist die Stadttaube, vor allem in Parkanlagen kommen weitere Arten wie Mandarinente, Kanadagans, Nilgans oder Halsbandsittich hinzu. Im Stadtzentrum leben beinahe nur gebäudebrütende Arten, für die Häuser als eine Art künstliche Brutfelsen dienen können. Neben Spatzen und Stadttauben gehören dazu z. B. Mauersegler, seit einigen Jahrzehnten aber auch der Wanderfalke.
Eine besondere Gruppe von Tierarten konnte sogar menschliche Gebäude als Lebensraum erobern, man spricht von „synanthropen“ Arten. Neben Hausmäusen, Hausspitzmäusen und Wanderratten zählen zahlreiche Material- und Vorratsschädlinge dazu, aber auch harmlose Arten wie z. B. die Zitterspinnen. Diese Arten treten allerdings überall auf, wo Menschen leben, sind also in Städten nicht häufiger.

### Funktionen
Natur in den Städten besitzt neben ihrem eigenständigen Wert auch Funktionen für die hier lebenden Menschen, man spricht von „Ökosystemleistungen“. Wichtig ist vor allem die Funktion der Pflanzen, insbesondere von Bäumen. Für diese Bedeutung sind spontan aufgewachsene und angepflanzte Pflanzen im Prinzip gleichwertig. Als wichtige Funktionen werden aufgeführt
- Veränderung des Mikroklimas: vor allem Minderung von Hitze, Dämpfung von Wind,
- Filterung von Aerosolen und Staub,
- Schalldämmung,
- Wirkung auf Erholung und Wohlbefinden.

Die Wirkung von Parks, Wäldern und baumbestandenen Flächen hängt dabei von ihrer Ausdehnung ab. Einzelbäume und kleine Grünflächen verbessern die Situation örtlich. Ausgedehnte waldähnliche Bestände können darüber hinaus das Lokalklima auch in angrenzenden Quartieren beeinflussen.

## Zur Geschichte der Stadtökologie
Einer der ersten Hinweise auf Probleme, die heute der Stadtökologie zugeordnet werden, kam vom englischen Gärtner Thomas Fairchild Ende des 17. Jahrhunderts. Mit Flora und Fauna von Städten befassten sich William Nylander (Flechtenflora von Paris 1866), Ferdinand Arnold (1891), Hans Höppner u. Hans Preuss (1926), Richard Scheuermann, Kurt Wein und Louis Bonte mit Arbeiten zu Gartenunkräutern in Städten (1938) bzw. (1930) zur Adventivflora in Städten.
Für zahlreiche Untersuchungen zur Vegetation der Schuttflora gab es in Deutschland nach dem Zweiten Weltkrieg hervorragende Untersuchungsflächen. In der zweiten Hälfte des zwanzigsten Jahrhunderts kamen zahlreiche Untersuchungen auch zu den abiotischen Faktoren der Stadtökologie hinzu. Der Begriff Stadtklima wurde 1937 von Albert Kratzer geprägt, die Böden einer Großstadt wurden erstmals Mitte der 1980er Jahre von Hans-Peter Blume und Ralf Grenzius in Berlin systematisch untersucht.
In jüngerer Zeit findet die angezeigte sozial- und raumwissenschaftliche Analyse stadtökologischer Problemfelder verstärkt Berücksichtigung und komplettiert die vormals primär naturwissenschaftliche Herangehensweise.
Von 2002 bis 2011 sind im Rahmen des DFG-Graduiertenkollegs 780 „Stadtökologische Perspektiven“ an HU, FU und TU Berlin sowie dem IGB eine Vielzahl von Promotions- und Postdoc-Projekten aus den Bereichen der Stadt-, Wirtschafts- und Kulturgeographie, Umweltpsychologie, Landschaftsökologie, Bodenkunde, Hydrologie, Klimatologie,  Avifauna, Pflanzenökologie und Fernerkundung entstanden. Die Deutsche Forschungsgemeinschaft hat damit zur Etablierung und zur aktuellen Fortentwicklung einer interdisziplinären Stadtökologie am Wissenschaftsstandort Berlin beigetragen. Die letzte Phase des Graduiertenkollegs 2008 bis 2011 war dem Thema „Optimierung urbaner Naturentwicklung – Naturfunktionen und Lebensumwelt im dynamischen Wandel“ gewidmet.